# João Dias de Araújo
João Dias de Araújo (5 de maio de 1930, Campinas - 9 de fevereiro de 2014, Feira de Santana) foi um pastor, professor, teólogo, advogado, autor, líder ecumênico brasileiro. Perseguido na ditadura, foi um dos fundadores da Igreja Presbiteriana Unida no Brasil.

## Biografia
João Dias de Araújo nasceu no seminário da Igreja Presbiteriana do Brasil em Campinas, onde seu pai estudava. Seu nome foi escolhido em homenagem ao seu avô paterno, missionário no estado de Mato Grosso e responsável pela consolidação presbiteriana em Cuiabá. Após quinze anos morando em Cuiabá, sua família se mudou para Caetité.
Na juventude, participou da União Cristã de Estudantes do Brasil, que congregava jovens das diversas denominações para estudos bíblicos, debates e reflexões sobre a realidade nacional. Em 1949, ingressou no Seminário Presbiteriano de Campinas e nas férias, a pedido da Missão Presbiteriana Central do Brasil, ajudava seu pai no trabalho missionário em Caetité.
Após sua ordenação, em 1952, assumiu e pastoreou por sete anos a Igreja Presbiteriana de Ponte Nova. Foi capelão do Grace Memorial Hospital, e auxiliado pelo pastor Jaime Wright, fundou o Instituto Bíblico Waddell, onde jovens eram preparados para ingressar nos Seminários Presbiterianos, e o Instituto Ponte Nova, com Escola Normal e curso de formação de enfermagem. Também criou a Comissão Evangélica de Direitos da Terra (CEDITER), atuando como pastor e advogado de trabalhadores.
Casou-se em setembro de 1952 com a Professora Ithamar Bueno Araújo e tiveram cinco filhos. Em 1953, ingressou no Presbitério de Campo Formoso, pertencente ao Sínodo Bahia-Sergipe; foi várias vezes presidente do Sínodo e em 1958, nessa função, fez parte da Comissão Executiva do Supremo Concílio e representou a denominação em eventos internacionais.
Foi nomeado pelo Supremo Concílio da IPB como professor de Teologia Sistemática, História da Filosofia e Ética Cristã no Seminário Presbiteriano do Norte (SPN) em Recife, além de deão. Mudaram-se para a cidade em janeiro de 1960. Araújo ficou conhecido como um teólogo revolucionário. Em 1962, propôs uma mudança no conteúdo teológico do seminário para desenvolver uma teologia aos moldes da realidade brasileira. Na Conferência do Nordeste, realizada no Recife, organizada pela Confederação Evangélica do Brasil, com o tema geral "Cristo e o Processo Revolucionário Brasileiro", fez a palestra “Conteúdo Revolucionário do ensino de Jesus sobre o Reino de Deus”, clamando pela participação dos cristãos na solução dos problemas sociais e econômicos do país. Se reuniu com Francisco Julião, líder das Ligas Camponesas, e lhe apresentou textos bíblicos relacionados às questões sociais. Apoiou a candidatura de Miguel Arraes ao Governo de Pernambuco.
Também foi professor no Seminário Batista, no Seminário Congregacional, no Colégio Agnes Erskine e na Faculdade de Turismo e Comunicação de Recife entre 1971-1973. Cursou Filosofia na Universidade Federal de Pernambuco em 1967, mestrado no Seminário Teológico de Princeton em 1967, sob orientação de Richard Shaull, e bacharelou-se em Direito na Universidade Católica de Pernambuco em 1975. Como representante do Fundo de Educação Teológica, viajou ao exterior repetidas vezes, visitando seminários em países do Terceiro Mundo. Também pastoreou a Igreja Presbiteriana da Encruzilhada, ligado ao Presbitério Norte de Pernambuco, entre 1967-1975.
Reverendo Araújo permaneceu no SPN ao longo da década de 1960, mas enfrentou diversas perseguições tanto da denominação quanto do governo, já que era acusado de ser um professor comunista, ecumenista e modernista. No final do ano letivo de 1970, foi expulso do seminário. Em 1975, entrou na Justiça do Trabalho contra a Igreja Presbiteriana do Brasil, conseguindo junto à 9.ª Junta de Conciliação e Justiça do Recife sua reintegração ao seminário como professor, bem como solicitar uma série de direitos negados desde março de 1971.
Mudaram-se para Salvador, onde se tornou diretor do Colégio 2 de Julho entre 1976-1980 e professor da Universidade Católica do Salvador entre 1976-1982. Em 1982, como ministro da Federação Nacional de Igrejas Presbiterianas (FENIP), foi responsável por um novo projeto de educação teológica para leigos no Estado da Bahia. Em consequência da perseguição dentro da própria Igreja Presbiteriana do Brasil contra líderes ecumênicos tachados de comunistas, que dissolveu o Presbitério de Salvador anos antes, participou da fundação em 1983 da Igreja Presbiteriana Unida do Brasil (IPU). Foi convidado a pastorear a IPU em Feira de Santana, de 1984 a 1994, e mais três anos como pastor visitante.
Transferiu a sede da CEDITER para Feira de Santana em 1982, a qual foi renomeada em 1989 como Comissão Ecumênica de Defesa dos Direitos da Terra; esteve atuante na organização dos camponeses, junto a CEDITER e outras entidades, como a Comissão Pastoral da Terra. Em 1986, foi um dos fundadores do Instituto de Educação Teológica da Bahia. Em 1991, João e Ithamar participaram de uma Comitiva Ecumênica recebida pelo Papa João Paulo II, durante sua visita à Bahia. Também atuou como professor de Metodologia no Departamento de Ciências Humanas da Universidade Estadual de Feira de Santana em 1986 e no Seminário Batista em Feira de Santana.
Foi colaborador de diversos organismos ecumênicos, tais como Coordenadoria Ecumênica de Serviços (CESE), Conselho Mundial de Igrejas, Comunhão Mundial de Igrejas Reformadas (CMI), Conselho Latino-Americano de Igrejas (CLAI), Aliança de Igrejas Presbiterianas e Reformadas da América Latina (AIPRAL) e Conselho Nacional de Igrejas Cristãs do Brasil (CONIC). Foi eleito diretor de Relações Públicas do Movimento de Organização Comunitária (MOC), em Feira de Santana, em 2013.
Viúvo em 2013, faleceu aos 83 anos, vítima de câncer.

## Produção
Foi autor de vários livros publicados, como A Inquisição Sem Fogueiras, Sê Cristão Hoje, além de hinos, como Que estou fazendo se sou cristão?, composto a pedido do maestro João Wilson Faustini, com música de Décio Emerique Lauretti, e foi publicado em 1967. O hino tornou-se um dos marcos da comunidade evangélica progressista brasileira, em sua defesa do compromisso dos cristãos contra a desigualdade social, injustiça e miséria. É o hino oficial da IPU. Escreveu para vários periódicos, e seu artigo sobre os Manuscritos do Mar Morto foi o primeiro sobre este assunto a ser publicado em português.